# Ла Мора (Пистоја)
Ла Мора (итал. La Mora) је насеље у Италији у округу Пистоја, региону Тоскана.
Према процени из 2011. у насељу је живело 16 становника. Насеље се налази на надморској висини од 42 м.